# Stigmaphyllon sericeum
Stigmaphyllon sericeum är en tvåhjärtbladig växtart som beskrevs av John Wright och August Heinrich Rudolf Grisebach. Stigmaphyllon sericeum ingår i släktet Stigmaphyllon och familjen Malpighiaceae. Inga underarter finns listade i Catalogue of Life.